# Amarante pointé
Lagonosticta rufopicta
Espèce
Statut de conservation UICN

 LC  : Préoccupation mineure
Statut CITES
L'Amarante pointé (Lagonosticta rufopicta) est une espèce de passereaux d'Afrique tropicale appartenant à la famille des Estrildidae.